# Hugo Hadwiger
Hugo Hadwiger (Karlsruhe, 23 dicembre 1908 – Berna, 29 ottobre 1981) è stato un matematico svizzero, conosciuto per i contributi in geometria, combinatoria e crittografia.